# Szejdi Ahmed
Szejdi Ahmed (törökül: Seydi Ahmed; ? – Temesvár, 1661. június 17.) cserkesz származású pasa, az Oszmán Birodalom tehetséges hadvezére.

## Életpályája
Szejdi Ahmedet fiatalkorában eladták rabszolgának Egyiptomba. Az ügyes fegyverforgató fiatalemberre felfigyelt Bakirci Kara Ahmed (? – 1635) pasa, aki Egyiptom kormányzója, azaz a tartomány beglerbégje volt, és aki elajándékozta őt IV. Murád (1612 – 1640) oszmán szultánnak. Később felszabadították, harcos lett belőle és elindult a katonai karrierje; félelmetes híre volt, kegyetlen parancsnoknak tartották.
1656-ban rövid ideig kifejezetten magas tisztséget töltött be: Bojnujaralü Mehmed (? – 1665) pasa, a nagyvezír kinevezte kapudán pasának, az oszmán haditengerészet parancsnokának (”tengernagyának”). Azonban, még ebben az évben, ettől a tisztségtől meg kellett válnia: Köprülü Mehmed (1575-1583 – 1661) pasa, az új nagyvezír, szerdárként Boszniába küldte. Szejdi Ahmed pályafutása hamarosan az Erdélyi Fejedelemséghez és a hódoltsághoz kapcsolódott, az alábbiak miatt:
A Porta tiltására ellenére, II. Rákóczi György (1621 – 1660) erdélyi fejedelem 1657-ben hadat indított Lengyelországba, a királyi korona megszerzésének reményében. A Porta ezért úgy döntött, hogy Rákóczi nem maradhat az Erdélyi Fejedelemségnek, az Oszmán Birodalom vazallus államának az élén. Az erdélyi országgyűlés a Porta nyomására 1657. november 2-án, Rákóczi lemondatását követően, Rhédey Ferencet (1610 körül – 1667) választotta fejedelemnek, akinek az uralkodása tiszavirág életű volt. 1658. január 14-én az országgyűlés ismét Rákóczit tette fejedelemmé, aki – június 26-án – Lippa közelében, Pálülésnél legyőzött egy török sereget.
Az idős nagyvezír, Köprülü Mehmed pasa, ezért büntető hadjáratra indult Erdély ellen, amelyhez Szejdi Ahmednek is csatlakoznia kellett, ő rá bízták Temesvár védelmét. Köprülü 1658. szeptember 3-án elfoglalta a borosjenői várat, majd a törökök és szövetségeseik, a krími tatárok, Erdély jelentős részét feldúlták. A nagyvezír szeptember 14-én, az erdélyi rendek hozzá küldött követei közül, Barcsay Ákost (1619 – 1661) kinevezte fejedelemnek; akit – október 7-én – az országgyűlés el is fogadott fejedelemnek, mire a hónap végén Köprülü a seregével Erdélyt elhagyta. Az Isztambulba (régiesen: Sztambulba) hazavonult nagyvezír, Barcsay támogatására és védelmére, Szejdit Temesváron hagyta.       
IV. Mehmed (1642 – 1693) szultán 1659. márciusban Szejdit kinevezte budai pasának, pontosabban a Budai Vilajetnek a beglerbégjévé.
Az erdélyi helyzet nem jutott nyugvópontra. 1659. szeptember 27-én az országgyűlés ismét Rákóczit tette meg fejedelemnek, válaszul Barcsay katonai segítséget kért a Portától. A Porta döntött, Szejdit bízta meg azzal, hogy Barcsay támogatására, Rákóczi ellen vonuljon. Szejdi 1659. november 22-én Zajkánynál nagy győzelmet aratott Rákóczi felett; sőt, november végén Torda mellett is győzött Rákóczi csapatai ellen, majd még ebben az évben, decemberben elhagyta Erdélyt, Temesvárra vonult vissza.
Rákóczi és Barcsay küzdelme azonban nem ért véget; az újra erőre kapó Rákóczi elöl Barcsay Szebenbe szorult vissza, ahol Rákóczi – 1660. január 7-én – ostrom alá vette ellenfelét; de a Porta továbbra sem tűrte el Rákóczi térnyerését. Egyrészt arra utasították Szejdit, hogy tovább folytassa a harcot Rákóczi ellen; másrészt 1660. április 6-án IV. Mehmed szultán Kösze Ali (? – 1664) pasa személyében, szerdárt nevezett ki az Erdély elleni hadjáratnak a parancsnokává, aki hamarosan meg is indult a seregével.
Szejdi 1660 áprilisban a seregével megindult Temesvárról. Elpusztította Szoboszlót, kíméletlenül megsarcolta Debrecent, a város vezetőit megkínoztatta; a hada kegyetlenkedett a Biharságban és a Szilágyságban, ezért nevezzük ezt a hadjáratot Szejdi-dúlásnak (avagy Szejdi-járásnak).
Szejdi bevonult Erdélybe és 1660. május 22-én a szászfenesi csatában döntő győzelmet aratott a Szeben ostromával felhagyó Rákóczi felett. Rákóczi vereségét követően Barcsay elhagyta Szebent és csatlakozott Szejdihez. Szejdi Rákóczi legyőzéséért nem kapott jutalmat, sőt, a budai beglerbégségről 1660. májusban leváltották. Szejdi kanizsai pasa, a Kanizsai Vilajet beglerbégje lett, továbbá a szerdár, Kösze Ali pasa alá rendelték.
1660. június végén Szejdi serege egyesült is Kösze Alinak az Aradon táborozó seregével. Szejdivel volt Barcsay Ákos is, akit tisztes fogságban tartottak augusztus végéig, amíg az erdélyi adó első része nem érkezett meg Kösze Ali pasához.
Kösze Ali és Szejdi Ahmed egyesült serege július 14-én megkezdte Várad  ostromát, a stratégiai jelentőségű város elfoglalása céljából (ami 1598-ban a törököknek nem sikerült). Augusztus 27-én Várad őrsége feladva a kilátástalan küzdelmet, átadta a várost a törököknek. Szejdi ezúttal gáláns volt: A szabadon elvonuló védőket Debrecenig kísértette, nehogy a török seregből, az elhúzódó ostrom miatt feldühödött harcosok  rájuk támadjanak.
Szejdi Várad bevétele után elvált Kösze Alitól és Kanizsára, az új székhelyére távozott. Kanizsai pasaként nem tudta megakadályozni, hogy 1661 elején Zrínyi Miklós (1620–1664) megkezdje Zrínyiújvár építését.
Kösze Ali közben újra Erdély ellen készült. A Porta elutasította azt, hogy Barcsay Ákos lemondását (1660. december 31.) követően, az országgyűlés 1661. január 1-én Kemény Jánost (1607–1662), II. Rákóczi György egykori bizalmasát és párthívét választotta fejedelemnek. Kösze Ali, még az Erdélybe történt bevonulása előtt (1661. június 28.), Temesváron, az ide rendelt Szejdi Ahmedet 1661. június 17-én, Köprülü Mehmed nagyvezír parancsára kivégeztette. Miért döntött így a nagyvezír (formálisan a szultán), azt nem tudjuk pontosan. Tény azonban az, hogy 1656 végén, Köprülü Mehmed ellenében, nagyon sokan Szejdi Ahmedet szerették volna nagyvezírnek; lehet, hogy Köprülü Mehmed úgy gondolta, most érkezett el az ideje annak, hogy megszabaduljon Szejdi Ahmedtől. „Hivatalos” indoka volt a kivégzésnek: A Rákóczi elleni támadások idején (1659 és 1660), csaknem védtelenül hagyta Budát (a szócikkben már utaltunk rá, ezekre a hadjáratokra a Porta utasította Szejdit, azaz Köprülü Mehmed részese volt a döntéshozatalnak, de Zrínyiújvár építése sem szolgált Szejdinek, mint kanizsai pasának, az előnyére). Kösze Ali megpróbálta elodázni Szejdi Ahmed kivégzését, ugyanis a személyes ellentétek ellenére, értékelte Szejdi katonai talentumát, de ez nem sikerült neki, és amikor a halasztással már a saját életét kockáztatta, akkor végrehajtatta a parancsot.
Szejdi Ahmednek a fia, Seydizade Mehmed (? – 1684) kapudán pasa volt (1676 – 1677). 1684-ben esett el, amikor Lotaringiai Károly (1643 – 1690) herceg felszabadította Vácot.